# Flesh and the Devil
Flesh and the Devil é um filme mudo norte-americano de 1926, dirigido por Clarence Brown e protagonizado por Greta Garbo.
Trata-se de um dos pontos altos da carreira de Greta Garbo no cinema mudo, um melodrama com momentos sublimes de paixão, num clima a que não deve ter sido alheio o romance que se estabeleceu fora do estúdio entre Garbo e John Gilbert. O filme foi um enorme sucesso comercial.

## Sinopse
Leo von Harden e Ulrich von Eltz são amigos de há longa data e viveram próximos um do outro na Áustria. Leo teve um caso com Felicitas, mulher do conde Von Rhaden, mas este último descobriu o caso, desafiou Leo para um duelo e acabou morto. Fugindo ao castigo, Leo partiu para a América e Felicitas acaba por casar com Ulrich. Leo regressa tempos depois e volta a apoquentar Felicitas...

## Elenco
- Greta Garbo......Felicitas
- John Gilbert...Leo van Harden
- Lars Hanson....Ulrich von Eltz
- Barbara Kent...Hertha von Eltz
- Marc McDermott..Conde von Rhaden
- William Orlamond...tio Kutowski
- George Fawcett....pastor Voss
- Marcelle Corday...Minna